# Ermita de la Virgen del Remedio de Chelva
La Ermita de Nuestra Señora del Remedio de Chelva, es un edificio religioso de estilo neoclásico, se trata de un pequeño templo situado en lo alto de una montaña llamada el Pico del Remedio, haciendo referencia a la patrona del municipio chelvano, cuya imagen se encuentra allí. El Pico del Remedio se encuentra a unos 5 kilómetros del pueblo, a unos 1054 m de altura. Es de un Bien de Relevancia Local situado en la localidad valenciana de Chelva, concretamente en la comarca de Los Serranos. Este santuario se declaró Bien de relevancia local por la Generalitat Valenciana el 11 de junio de 1998 con IGPCV 46.106-9999-000022 y pertenece a la segunda categoría de protección de Bienes Inmuebles de la GVA.

## Historia
Este santuario antes de ser dedicado a la Virgen del Remedio, patrona de Chelva fue dedicado y construido en honor a San Marcos, pero a finales del siglo XV la ampliaron y la dedicaron exclusivamente a la Patrona del municipio. En total se construyeron 4 ermitas, la primera dedicada a San Marcos la cual fue destruida y sustituida por otra construida en 1548, ya que se decidió que la ermita debía construirse con el dinero de los vecinos de Chelva. En 1640 se añadió una fuente de piedra de forma octogonal y con un pilón en el centro.Uno de los problemas era que era muy difícil acceder a este santuario desde el pueblo, pues había que subir una montaña con un camino poco estable y muy empinado. En el 1753 se derribó esta ermita y se construyó la última y definitiva de estilo neoclásico, envuelta en un paisaje boscoso y tranquilo pero en el siglo XIX no hubo tanta tranquilidad ya que empezó la Primera Guerra Carlista.
En el último cuarto del siglo XIX se hizo una reconstrucción en el camino que permitía el acceso al santuario, pues la devoción por la patrona y sus continuas visitas llevaron a cabo una modernización del santuario camino, pues el camino se hizo mucho más seguro y su reconstrucción fue realizada por tramos, en la mitad de la subida se hizo un pequeño cobertizo para que la gente pudiera descansar y junto a él en una pared se puso un panel cerámico con la imagen de la propia virgen.
La devoción del pueblo chelvano hacia su patrona llevó a mejorar el lugar donde se encontraba, es por ello que en 1886 se derribó el santuario y se procedió a la cuarta construcción y última, pero durante muchos años esta construcción permaneció parada por falta de dinero. Finalmente en septiembre de 1889 se inauguró el santuario, coincidiendo con las fiestas dedicadas a la propia Patrona. Aparte de la inauguración del nuevo santuario también se realizó una nueva talla de madera policromada de la nueva imagen de la Virgen del Remedio realizada por la familia de los Puerta.

Desgraciadamente, en el año 1936 al inicio de la Guerra Civil en lo alto del Pico del Remedio se presentó un camión con milicianos, los cuales allanaron la Iglesia y pegaron fuego al retablo sacando consigo la imagen de la Virgen y decapitándola. Los milicianos se llevaron consigo la cabeza de la Patrona para jugar con ella, se fueron hasta la Ermita del Loreto donde un vecino del municipio los vio quemar también dicha ermita. Los milicianos tiraron la cabeza de la Virgen en unos campos con la suerte de que el hombre la vio y la pudo salvar, cuando acabó la Guerra Civil recogieron dinero para construir otra vez la imagen y colocaron la cabeza en la nueva imagen, la cual hoy en día está en el propio santuario.

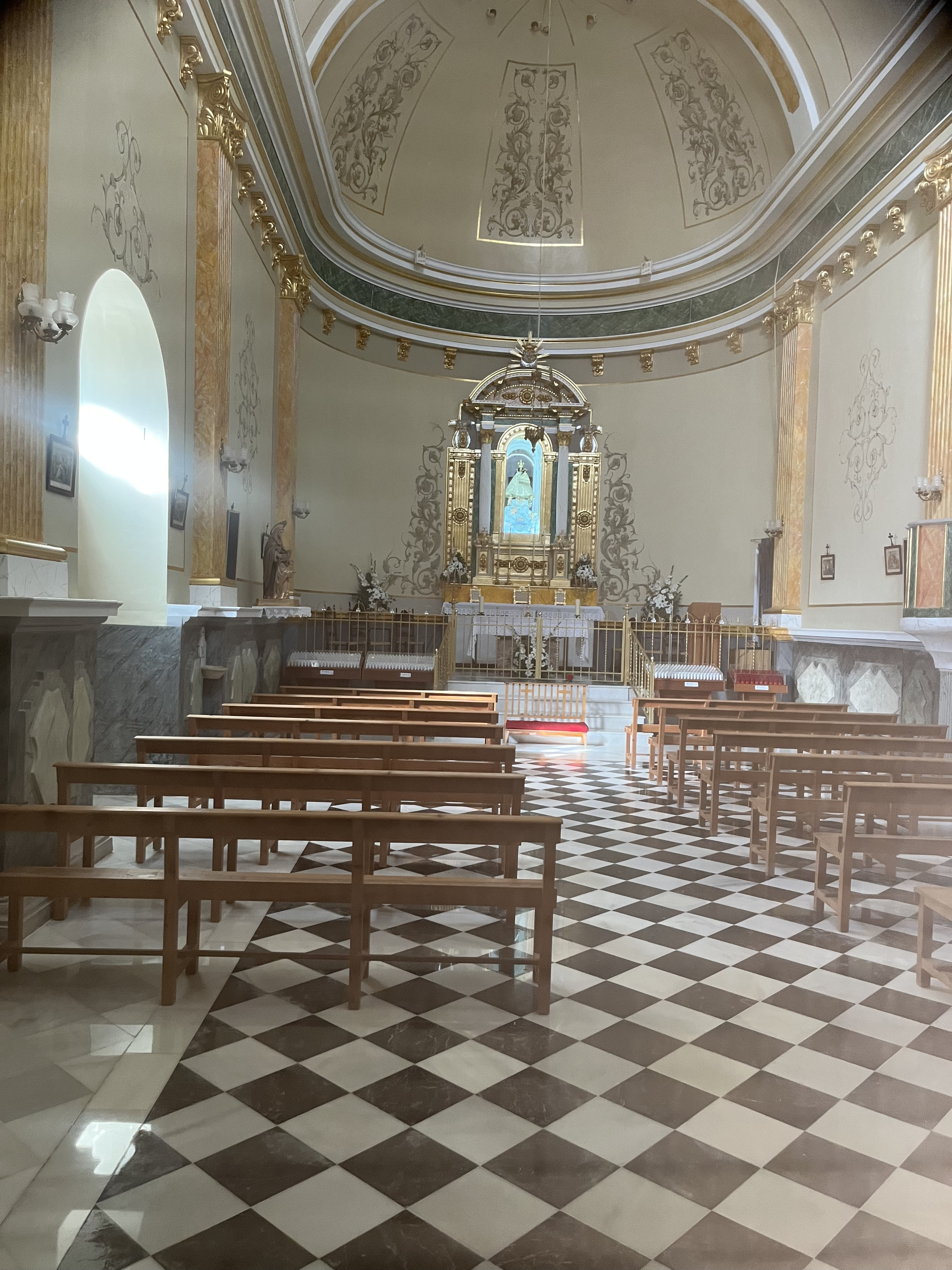
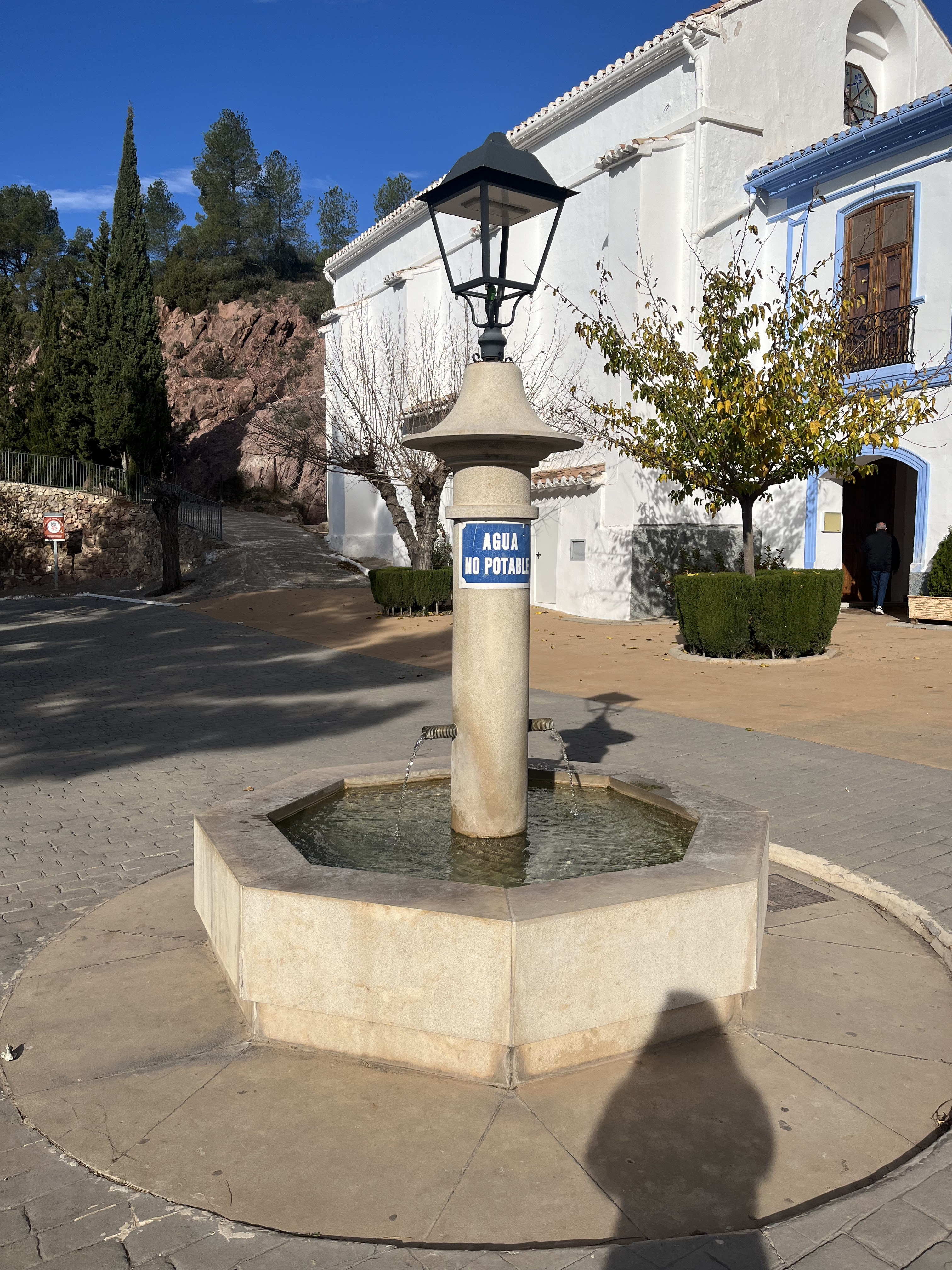
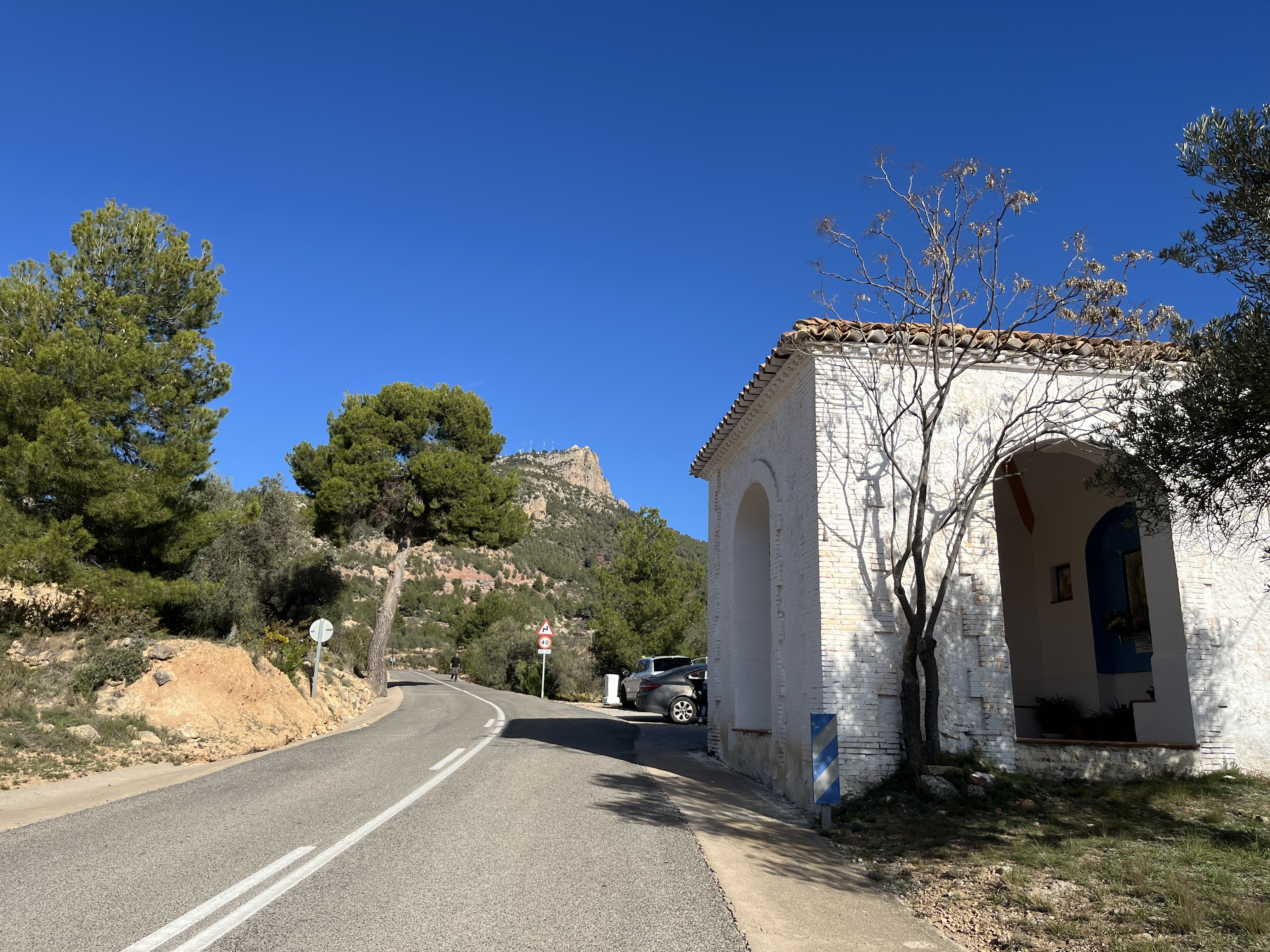
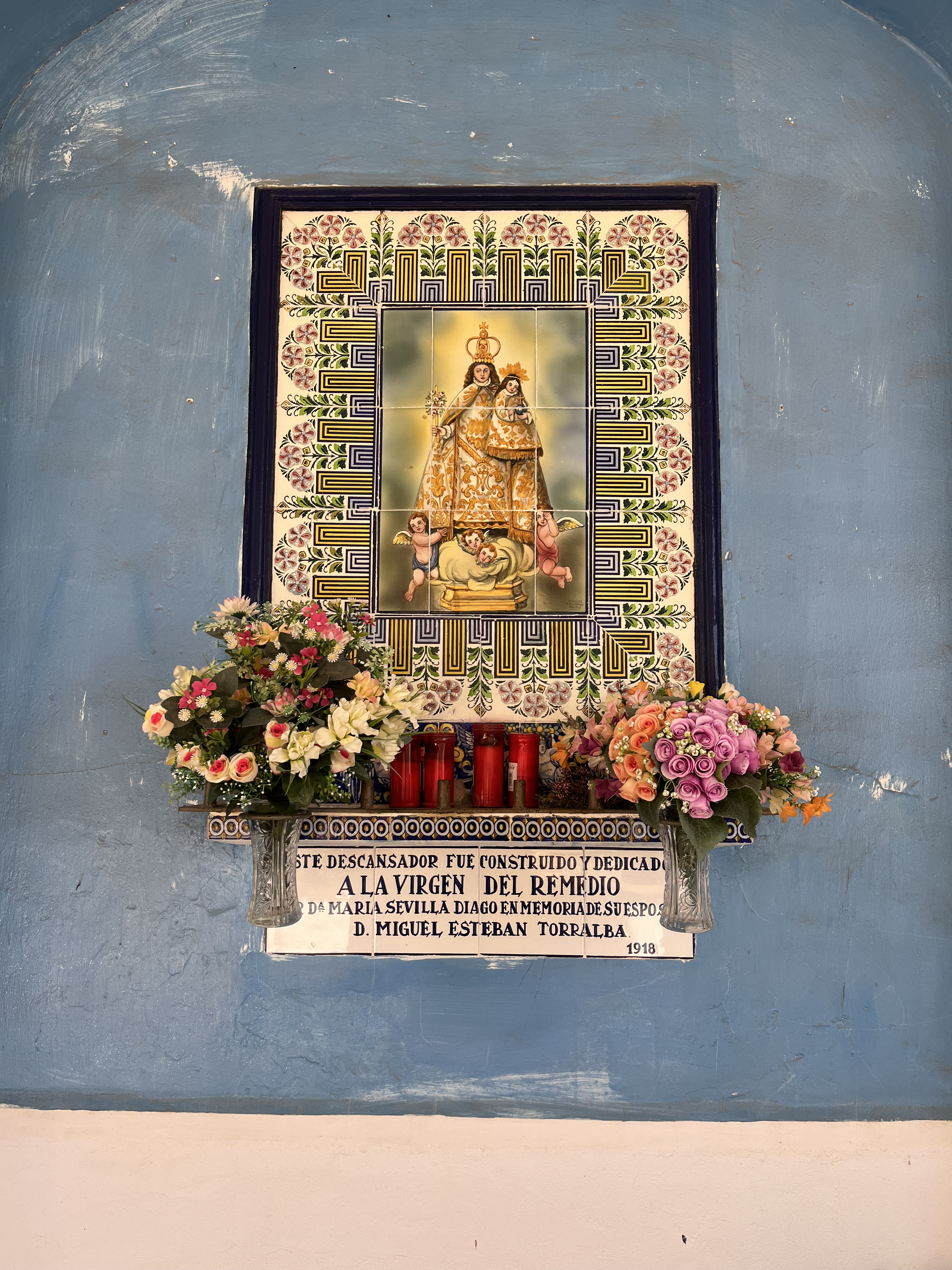
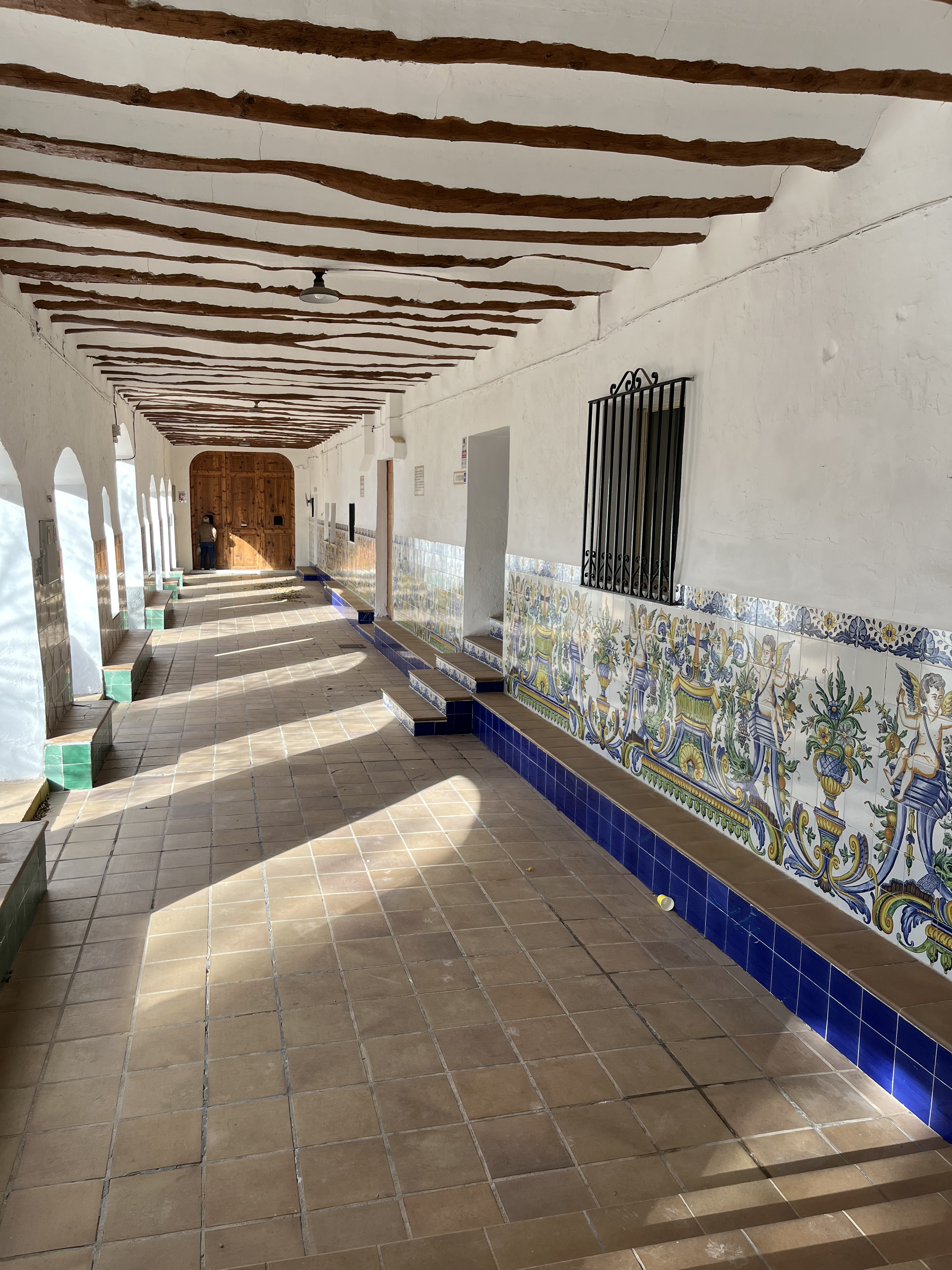
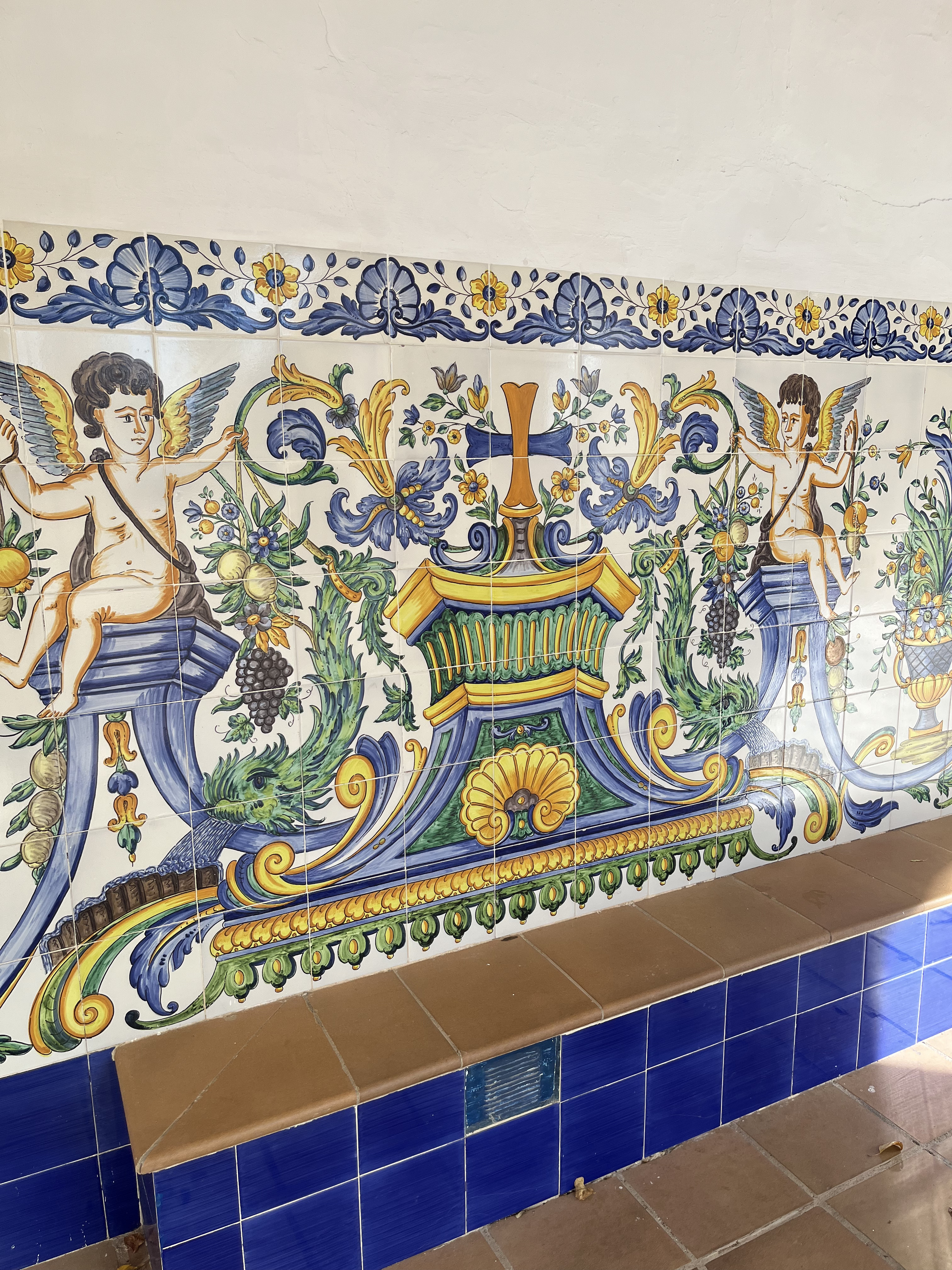

## Descripción
Hacia el 1905 se decoró la capilla mayor y se añadió un retablo de madera de estilo neogótico y en 1911 se realizó el camarín de la talla sagrada.
Finalmente en 1999 se pintó el interior del santuario, añadiendo grandes rocallas en los paños de las paredes interiores y también se procedió a mejorar la iluminación de la propia ermita. A partir de estos años se hicieron unas pequeñas reformas dentro del santuario como por ejemplo la reforma del suelo del presbiterio y un nuevo altar en el cual se grabó una leyenda recordatoria en la parte trasera, también se reformó el piso de la nave realizado con mármol blanco y negro.

## Devoción
Una de las figuras más importantes fueron los madereros, pues ellos contribuyeron a propagar la imagen y veneración de la Virgen del Remedio. Ellos pasaban por los ríos cargados con grandes maderas de pinos destinadas para la industria y la edificación. Siempre llevaban consigo las estampas de la Patrona del municipio, es por ello que decidieron hacerla patrona, para que los protegiera y les diera consuelo, pues estaban muchos meses fuera de sus hogares.

## Fiestas patronales
Las fiestas patronales en honor a la Virgen del Remedio empiezan con la Bajada de la talla sagrada del Pico del Remedio hasta la Iglesia de Nuestra Señora de los Ángeles a pie. La Patrona es bajada por los vecinos del municipio de Chelva mientras hacen plegarias y oraciones hacia ella. En el Descansador se hace una pequeña parada en la cual la reciben las autoridades y más vecinos del municipio, a partir de aquí bajan a la Virgen en una pequeña procesión. En el propio Descnsador encontramos un panel cerámico con la imagen de la patrona del municipio, en la parte inferior del panel hay una inscripción la cual dice lo siguiente: 
“Este descansador fue construido y dedicado a la Virgen del Remedio por Dª Maria Sevilla Diago en memoria de su esposo D. Miguel Esteban Torralba. 1918”
Las fiestas patronales acaban el lunes siguiente de la bajada, subiendo a la Virgen en forma de procesión desde la Iglesia de Nuestra Señora de los Ángeles situada en el centro del pueblo hasta su santuario en el Pico del Remedio. Anteriormente estas fiestas tenían lugar a finales de septiembre, pero se adelantaron a la última semana de agosto para que coincidiera con el periodo vacacional y pudiera haber mucha más gente.